# 日本福音連盟
日本福音連盟（にほんふくいんれんめい、Japan Evangelical Fellowship、略称:JEF）は1951年に創立された超教派の団体。加盟団体のほとんどは、戦後に日本基督教団を離脱した、聖化、清潔を強調する教団である。協力事業として聖会を開催している。1968年の日本福音同盟の設立に際して中心的な役割を果たしている。日本プロテスタント聖書信仰同盟（JPC）、日本福音宣教師団と共に日本福音同盟の三創立会員の一つである。日本福音連盟はホーリネス系、JPCはカルヴァン主義系と見なされることがあった。
初代理事長は平出慶一、二代目は車田秋次である。車田が理事長の時に、中田羽後らによって「聖歌」が発行された。三代目、安藤仲市の時に、日本福音同盟の構成員として参入した。

## 加盟団体
- 日本ホーリネス教団
- 日本イエス・キリスト教団
- 日本ナザレン教団
- 日本フリーメソジスト教団
- ウェスレアン・ホーリネス教団
- 基督兄弟団
- 日本アライアンス教団
- 日本福音教会連合
- 基督聖協団
- 日本伝道隊
- 日本クリスチャン信徒連盟
- 日本同盟基督教団
- 日本自由メソヂスト教団